# Bělov
Bělov är en ort i Tjeckien.   Den ligger i regionen Zlín, i den östra delen av landet, 240 km öster om huvudstaden Prag. Bělov ligger 221 meter över havet och antalet invånare är 258.
Terrängen runt Bělov är platt åt nordost, men åt sydväst är den kuperad. Runt Bělov är det ganska tätbefolkat, med 104 invånare per kvadratkilometer. Närmaste större samhälle är Zlín, 13,5 km öster om Bělov. Trakten runt Bělov består till största delen av jordbruksmark.